# Cerro Nicholson
Cerro Nicholson je osamoceně stojící sypaný kužel, nacházející v Peru, jihozápadně od stratovulkánu Nevado Chachani a severozápadně od stratovulkánu El Misti. Doba poslední erupce není známa.